# 7002 Bronshten
7002 Bronshten eller 1971 OV är en asteroid i huvudbältet som korsar Mars omloppsbana. Den upptäcktes 26 juli 1971 av den rysk-sovjetiske astronomen Nikolaj Tjernych vid Krims astrofysiska observatorium på Krim. Den har fått sitt namn efter Vitalij Aleksandrovitj Bronsjtejn.